# رومان سور ديزير
رومان سور إيزير، بالفرنسية: Romans-sur-Isère، تلفظ: ʁɔ.mɑ̃.syʁ.i.zɛːʁ، بالأوكيتانية: Rumans d'Isèra، هي بلدية فرنسية تقع في إقليم دروم، في جنوب شرق فرنسا.

## توأمة
لرومان سور ديزير اتفاقيات توأمة مع كل من:
- زادار (10 يونيو 1985 -)
- بيت ساحور
- اشتراوبينغ (1971 -)
- فاريزي

## أعلام
- لويس أندريه بون
- روجر فرانسوا
- ميشيل فونتين
- بيير موريل
- بيير لاتور